# Gavião-da-europa
- Commons
- Wikispecies

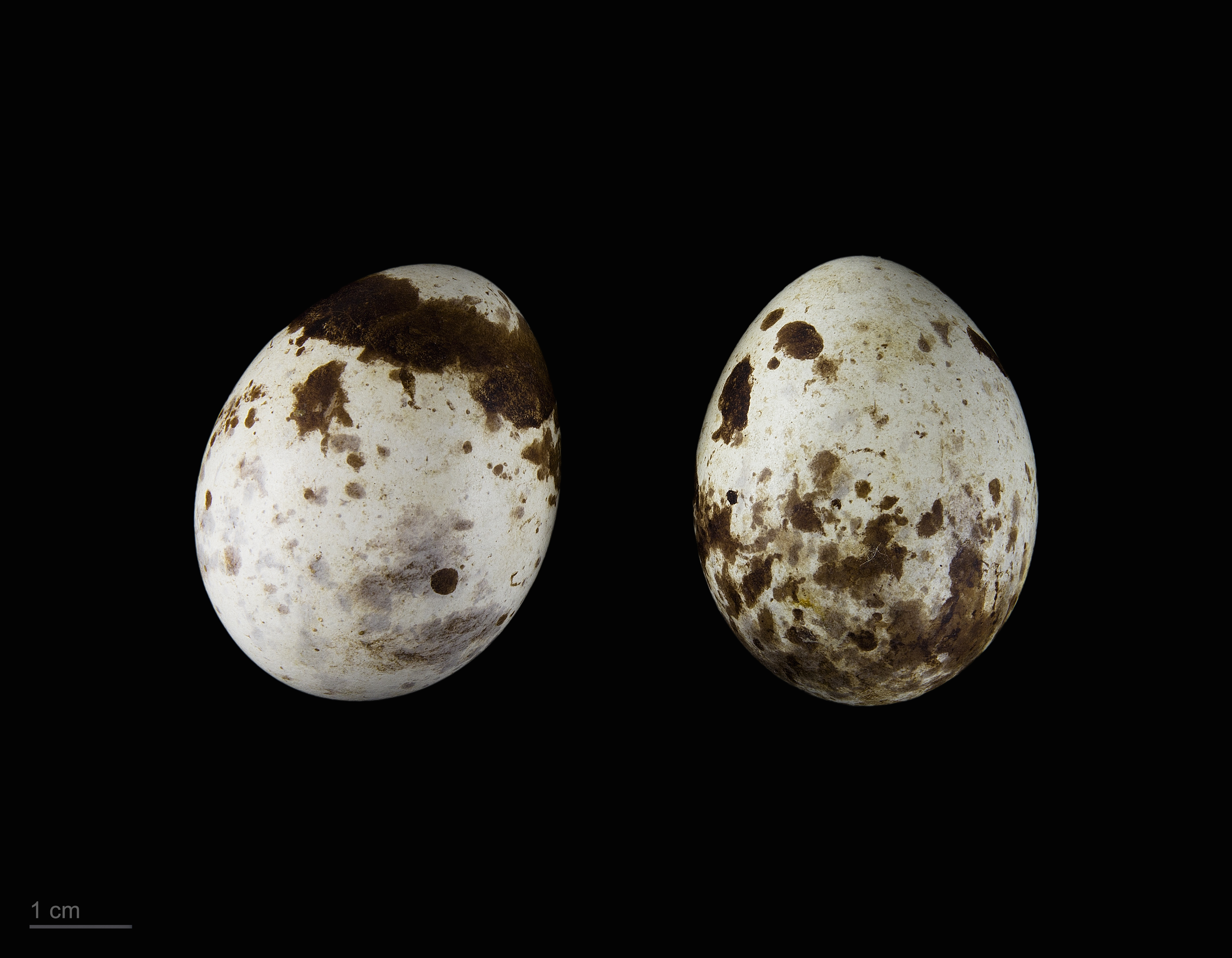
Accipiter nisus punicus - MHNT

O gavião-da-europa, gavião-europeu ou gavião-eurasiático (Accipiter nisus) é uma ave pertencente à família Accipitridae. É a especie base para o genero Accipter e tambem nomeia a família Acciptridae e a ordem Acciptriformes

## Subespécies
- Accipiter nisus granti - Fura-bardos. Esta ave de rapina só pode ser encontrada na ilha da Madeira e nas ilhas Canárias.[4] Esta subespécie é facilmente reconhecível pelas seguintes características: mede entre 28 a 37 cm, com uma envergadura entre 60 a 80 cm. Geralmente, o macho é menor que a fêmea, tendo em conta os exemplares estudados, apresentando diferentes cores na zona do abdómen que vão do castanho-avermelhado para o macho e cinzento-acastanhado para a fêmea.[5]